# Ларионов, Олег Иванович
Ларионов Олег Иванович (род. 26 апреля 1959, Вологда) — писатель, публицист, журналист. Член Союза писателей России. В 2025 году Международной академией русской словесности удостоен звания «Заслуженный писатель России» .

## Биография
О. И. Ларионов родился 26 апреля 1959 года в Вологде в семье писателя Ларионова Ивана Михайловича и матери — Маргариты Ильиничны. В 1976 году Олег Иванович закончил среднюю школу № 15. Поступил в Вологодский государственный педагогический институт на филологический факультет. Ларионов был впервые опубликован в периодической печати в 1976 году. В 1980 году перевелся на заочное отделение Ярославского педагогического института. Там в 1981 году окончил факультет иностранных языков по специальности «английский язык». В том же году был призван в армию в Ленинградский военный округ, демобилизовался в мае 1983 года. Работал научным сотрудником Вологодского областного научно-методического  центра народного творчества, переводчиком английского языка в группе иностранных специалистов на Череповецком металлургическом комбинате, в Вологодском отделении Северо-Западного книжного издательства. Был корреспондентом газеты «Маяк» Вологодского района, спецкором областной газеты "Русский Огонёк", главным редактором областных газет "Эхо земли" и "Наш голос".
В феврале 1987 года был принят в Союз журналистов СССР. С 1988 года он начал печататься в различных литературных сборниках. В 1990 году выпустил первую повесть «Пепел» в Ленинградском отделении издательства «Художественная литература».
В 1994 году Олег Иванович вступил в Союз писателей России. Был директором Вологодского регионального отделения организации «Литературный фонд России».
Принимал участие в мероприятиях вологодских коммунистов, в том числе в праздновании Дня русского языка.
Стал золотым лауреатом национальной премии «Писатель года» за 2017 год.
В 2018 году номинирован на премию «Человек года» в Вологде.
Личный сайт писателя Ларионова О.И. 
Сайт писателя на портале: Олег Ларионов/Проза.ру

## Интервью
Что читают вологодские мужчины? Отвечает писатель Олег Ларионов 20.08.2020 г.
Галина Швецова в гостях у «Белой вороны» 23.03.2014 г.